# Federazione di baseball della Namibia
La Federazione namibiana di baseball (eng. Namibia Baseball Association ) è un'organizzazione fondata per governare la pratica del baseball in Namibia.
Organizza il campionato di baseball namibiano, e pone sotto la propria egida la nazionale maschile.